# Network Abuse Clearinghouse
Network Abuse Clearinghouse, plus connu sous le nom d’abuse.net, est un service qui maintient une banque de données contenant des adresses électroniques de contacts qui peuvent être utilisées pour rapporter des comportements répréhensibles provenant d'un domaine d'Internet, par exemple pour rapporter que des pourriels sont émis par une adresse électronique du domaine.

## Source
- (en) Cet article est partiellement ou en totalité issu de l’article de Wikipédia en anglais intitulé « Network Abuse Clearinghouse » (voir la liste des auteurs).